# Retábulo da Igreja Nossa Senhora da Vitória
O Retábulo da Igreja Nossa Senhora da Vitória é uma obra-prima da arte barroca brasileira, localizada na capela-mor da Catedral de São Luís, também conhecida como Igreja da Sé. Executado no final do século XVII, o retábulo destaca-se por sua rica talha dourada e por ser um dos mais importantes exemplares da arte sacra colonial no Brasil.

## História
A construção da igreja atual teve início por volta de 1690, sob a direção da Companhia de Jesus, com projeto do padre luxemburguês João Felipe Bettendorf, aprovado por Roma. As obras foram realizadas com mão de obra indígena e apoio dos moradores locais, sendo concluídas em 1699. O retábulo do altar-mor foi projetado por Bettendorf e esculpido pelo entalhador português Manuel Manços, com auxílio de artesãos maranhenses ligados à Companhia de Jesus. A colaboração resultou em uma das mais belas obras de talha do país, representando a melhor talha existente em São Luís.
Após a expulsão dos jesuítas em 1759, os bens da ordem passaram à Coroa Portuguesa. Em 1761, o antigo Colégio e Igreja de Nossa Senhora da Luz foram transformados em Paço Episcopal e Catedral, sob a invocação de Nossa Senhora da Vitória.

## Características
O retábulo apresenta rica talha dourada, típica do estilo barroco, com elementos decorativos complexos e detalhados. Originalmente, o douramento foi encoberto por pinturas azul e branca, refletindo um simbolismo litúrgico frequente no barroco luso-espanhol. Entre 1993 e 1996, o IPHAN realizou obras de restauração, recuperando o esplendor original do ouro primitivo.

## Tombamento
Em reconhecimento à sua importância arquitetônica, histórica e cultural, o retábulo foi tombado pelo IPHAN em 23 de agosto de 1954, sob o número de inscrição 417 no Livro do Tombo de Belas Artes.